# 新宿の女/“演歌の星”藤圭子のすべて
『新宿の女／“演歌の星”藤圭子のすべて』（しんじゅくのおんな/えんかのほし ふじけいこのすべて）は、1970年3月に藤圭子がリリースしたアルバム。シングル『女のブルース』と同時に1位に輝くなど、藤圭子の人気は絶頂期だった。

## 解説
- リリースされて1ヶ月も経たないうちにオリコンLPチャートの1位を獲得し、3月末から8月初めの20週間にわたり1位を守り抜いた。なお、21週目にこのアルバムの1位を阻止したのは、セカンド・アルバムの『女のブルース』であった。『女のブルース』もまた16週連続1位を達成し、内山田洋とクール・ファイブとの混成アルバム『演歌の競演 清と圭子』が『女のブルース』と入れ替わる形で5週連続で1位になり、41週連続で1位を獲得し続けた。
- 五木寛之が1970年6月7日付　毎日新聞日曜版 エッセイ『艶歌と援歌と怨歌』でこのLPを取り上げたことで、藤圭子が『怨歌』の代表のようにマスコミで扱われることになった[1]。
- 2013年4月 復刻版CD発売。

## 収録曲
1. 新宿の女
作詞：みずの稔・石坂まさを共作／作曲：石坂まさを
2. 星の流れに／菊池章子のカバー
作詞：清水みのる／作曲：利根一郎
3. あなたのブルース／矢吹健のカバー
作詞・作曲：藤本卓也
4. カスバの女／エト邦枝のカバー 
作詞：大高ひさを／作曲：久我山明
5. 命かれても／森進一のカバー 
作詞：鳥井実／作曲：彩木雅夫
6. 逢わずに愛して／内山田洋とクール・ファイブのカバー
作詞：川内康範／作曲：彩木雅夫
7. 夢は夜ひらく（1970年4月 3rd single「圭子の」を冠し『圭子の夢は夜ひらく』とした） 
作詞：石坂まさを／作曲：曽根幸明
8. 柳ヶ瀬ブルース／美川憲一のカバー
作詞・作曲：宇佐英雄
9. 東京流れもの／渡哲也のカバー（歌詞はオリジナル）  
作詞：石坂まさを／作曲：不詳
10. 花と蝶／森進一のカバー 
作詞：川内康範／作曲：彩木雅夫
11. 長崎ブルース ／青江三奈のカバー
作詞：吉川静夫／作曲：渡久地政信
12. 生命ぎりぎり
作詞・作曲：石坂まさを